# 阿部勇治
阿部 勇治（あべ ゆうじ、1855年5月26日（安政2年4月11日）- 1919年（大正8年）8月29日）は、明治から大正期の地主、政治家。衆議院議員。

## 経歴
陸奥国稗貫郡、のちの岩手県稗貫郡宮野目村（現花巻市）で、農業・大地主の家に生まれた。
1887年（明治20年）4月、村会議員に選出された。以後、岩手県会議員、稗貫郡会議員、同参事会員なども務めた。1901年（明治34年）10月、日本赤十字社特別社員となる。
1904年（明治37年）3月の第9回衆議院議員総選挙で岩手県郡部区から帝国党所属で出馬して初当選。その後、第11回総選挙（中央倶楽部所属）では落選したが、1915年（大正4年）3月の第12回総選挙で立憲同志会から出馬して再選され、その後憲政会に所属して衆議院議員に通算2期在任した。